# وایپاتیا
وایپاتیا (نام علمی: Waipatia maerewhenua) نام یک گونه از راسته آب‌بازسانان است.